# 国际研究学习中心
国际研究学习中心（International Studies Learning Center）是位於美國加利福尼亞州洛杉矶联合学区的一所涵盖6-12年级的完全中學。它是西部学校和学院协会认可的学校，  国际研究学习中心是亚洲协会国际研究学校网络的一部分。 国际研究学习中心于2005年10月竣工。